# Alexandros Markeas
Alexandros Markeas (né à Athènes, le 18 novembre 1965), est un compositeur franco-grec de musique contemporaine instrumentale. Ancien pensionnaire de la villa Médicis, il est professeur au Conservatoire national supérieur de musique et de danse de Paris.

## Biographie
Il a étudié au Conservatoire national de Grèce. Après un an d'études de droit à Athènes il entre au Conservatoire national supérieur de musique de Paris dans la classe de Gabriel Tacchino puis dans celle d'Alain Planès. En 1990 il obtient un premier prix à l'unanimité suivi un an plus tard d'un Premier prix de musique de chambre, également décerné à l'unanimité du jury. Parallèlement il s'intéresse à l'écriture musicale et à la composition. Il complète sa formation au Conservatoire national supérieur de musique de Paris avec des premiers prix de contrepoint (1992), de fugue (1994) et enfin de composition (1996), discipline pour laquelle il est admis au cycle de perfectionnement. Par ailleurs il est sélectionné pour suivre le cursus de composition et d'informatique musicale de l'Institut de recherche et coordination acoustique/musique.
L'année 1998 lui permet de participer à la première Académie européenne de musique du Festival international d'art lyrique d'Aix-en-Provence, où il réalise la musique d'un ballet. 
En 2000-2001 il est pensionnaire de la villa Médicis.
Markeas se situe dans l'héritage de l'école spectrale parisienne, celle d'une musique « processuelle », une musique plus attachée au son qu'à la note, allant graduellement d'un état du matériau vers un autre; une musique mettant en jeu une dialectique entre harmonique et inharmonique, entre périodicité et apériodicité. À cette démarche compositionnelle, Alexandros Markeas ajoute une dimension théâtrale, lui permettant d'échapper à une « musique pure ». Ses compositions sont marquées par l'utilisation des techniques multimédia.
Il est professeur d'improvisation générative au Conservatoire national supérieur de musique et de danse de Paris.

## Distinctions
- 2001 : prix Hervé-Dugardin de la Société des auteurs, compositeurs et éditeurs de musique (SACEM)
- 2005 : prix du syndicat des critiques.
- Prix du syndicat de la critique 2006 : meilleur compositeur de musique de scène pour Le Cas de Sophie K
- 2009 : prix nouveau talent musique de la Société des auteurs et compositeurs dramatiques (SACD)
- 2020 : prix musique de la SACD.
- 2023 : Grand Prix de la musique classique contemporaine de la SACEM.